# Kim Seong-su

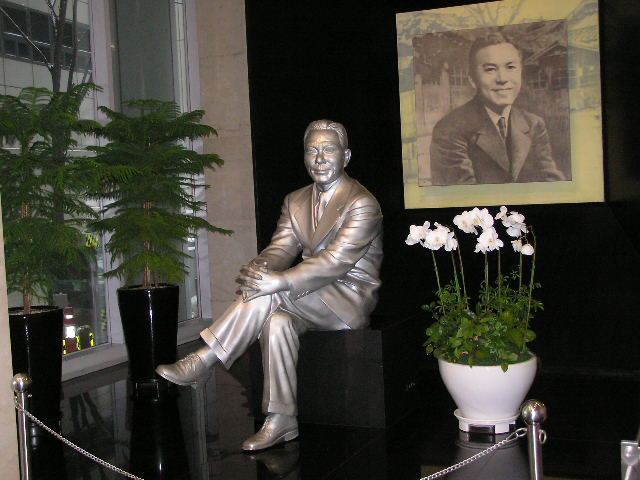
Kim Seung-soo

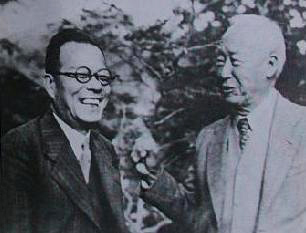
Kim Seong-su và Lý Thừa Vãn (vào một ngày năm 1951)

Kim Seong Soo (tiếng Hàn: 김성수, hanja: 金性洙, 11 tháng 10 1891 - 18 tháng 2 1955) là nhà báo, nhà giáo dục và chính trị gia.
Ông là người đồng sáng lập báo Dong-A Ill Bo, từng là giáo viên Trường trung học Joonang. Ông làm Phó Tổng thống thứ hai của Đại Hàn Dân Quốc (17 tháng 5 1951 - 29 tháng 5 1952). Ông cũng có bút danh là Incheon (인촌 仁村), sinh ở Gochang in Jeolla Bắc.